# هورمون جنسی
استِروئید جنسی (به انگلیسی: Sex steroid) یا استروئیدهای گونادی یا هورمون جنسی، هورمون‌های استروئیدی هستند که با آندروژن مهره‌داران یا گیرنده‌های استروژن در تعامل هستند. مهم‌ترین هورمون‌های جنسی شناخته شده تستوسترون (مردانه) و استروژن (زنانه) اند. این هورمون‌ها در بروز صفت‌ها و رفتارهای جنسی نقش دارند.

## تولید
هورمون‌های جنسی به صورت عمده در غدد جنسی (بیضه یا تخمدان) از کلسترول تولید می‌شوند؛ ولی در بافت‌های دیگر مانند غدد فوق‌کلیوی، جفت و … نیز مقداری تولید یا متابولیسم می‌شوند.
|  |  |

## هورمون‌های جنسی مردانه

### تستوسترون
هورمون تستوسترون در بدن هر دو جنس وجود دارد ولی به دلیل نسبت حدوداً ۵۰:۱ آن در مردان، هورمون مردانه نام گرفته است. دی هیدروتستوسترون (شکل فعال تستوسترون) و آندروستن دیون سایر هورمون‌های مردانه هستند.

## هورمون‌های جنسی زنانه

### پروژسترون
پروژسترون یک هورمون استروئیدی بیست‌ویک کربنه است. پرگننولون نیز از گروه پروژستوژن‌ها است.

### استروژن
استروژن نام گروهی از هورمون‌های جنسی زنانه است که در انسان در سیکل طبیعی تخمدان در مرحله فولیکولی (follicullar) از تخمک آزاد می‌شود. طی دوران بارداری، مقدار زیادی از استروژن‌ها ترشح می‌شود. معروف‌ترین استروژن‌ها استرون (E1)، استرادیول (E2) و استریول (E3) هستند.

## تنظیم ترشح هورمون‌های جنسی
تنظیم ترشح هورمون‌های جنسی با هورمون آزادکننده گنادوتروپین‌ها از هیپوتالاموس شروع می‌شود. این هورمون سطح ترشح دو هورمون زردتیره کننده و محرکه بیضه را از هیپوفیز مدیریت می‌کند.

## بیماری‌ها
عدم تعادل هورمون‌های جنسی بیماری‌های متعددی را موجب می‌شود مانند ناباروری، عدم بروز صفت‌های جنسی ثانویه یا بروز نابجای آن‌ها مانند کوچکی آلت و بزرگ شدن سینه در مردان. این بیماری‌ها علت‌های مختلفی دارند، از نقص‌های وراثتی و هورمونی هر شخص گرفته تا غدد، مصرف نابجای هورمون‌ها، نارسایی هیپوفیز و اختلال غدد جنسی.